# 양구고등학교
양구고등학교(楊口高等學校)는 대한민국 강원특별자치도 양구군 양구읍 상리에 있는 공립 고등학교이다.

## 학교 연혁
- 1956년 4월 10일 : 양구농업고등학교 개교(농업과 3학급 인가)
- 1971년 1월 14일 : 축산과 3학급 신설(6학급 인가)
- 1972년 12월 30일 : 보통과 3학급 신설(9학급 인가)
- 1973년 3월 1일 : 양구종합고등학교로 교명 변경
- 2009년 3월 1일 : 특수학급 개설(1학급)
- 2014년 2월 28일 : 양구고 학과 개편 완료(인문계 보통과 9학급)
- 2024년 3월 1일 : 제31대 김성수 교장 부임
- 2024년 3월 4일 : 2024학년도 신입생 68명 입학
- 2025년 1월 10일 : 제67회 졸업식 62명 졸업(졸업생 누적 6,846명)

## 참고 자료
- 양구고등학교 - 한국교육학술정보원 학교알리미